# Фортепианный квинтет
Фортепианный квинтет — ансамбль из пяти инструментов, один из которых фортепиано, а также жанр академической музыки, рассчитанный на такой состав. Без уточнений под фортепианным квинтетом понимают инструментальный ансамбль, состоящий из фортепиано и струнного квартета, но возможны и другие составы. Самое известное отклонение от нормы — так называемый Форельный квинтет Шуберта, в котором участвуют не две скрипки, а одна, и добавлен контрабас.
Фортепианный квинтет сформировался в XVIII веке, расцвёл в музыке эпохи романтизма, встречается довольно часто и в творчестве «серьёзных» композиторов XX века.

## Исторические примеры фортепианного квинтета
- Боккерини. 6 фортепианных квинтетов, op. 56; 6 фп. квинтетов, op. 57
- Гуммель. Фортепианный квинтет es-moll, op. 87 (для фп., скрипки, альта, виолончели и контрабаса)
- Шуберт. Форельный квинтет («Forellenquintett») A-dur, D 667 (для фп., скрипки, альта, виолончели и контрабаса)
- Шуман. Фортепианный квинтет Es-dur, op. 44
- Франк. Фортепианный квинтет f-moll (1878/79)
- Брамс. Фортепианный квинтет f-moll, op. 34
- Бородин. Фортепианный квинтет c-moll (1862)
- Сен-Санс. Фортепианный квинтет a-moll, op. 14
- Дворжак. Фортепианный квинтеты A-dur, op. 5 и A-dur, op. 81
- Форе. Фортепианный квинтеты d-moll, op. 89 и c-moll, op. 115
- Танеев. Фортепианный квинтет g-moll, op. 30
- Элгар. Фортепианный квинтет a-moll, op. 84
- Аренский. Фортепианный квинтет D-dur, op. 51
- Сибелиус. Фортепианный квинтет g-moll
- Воан-Уильямс. Фортепианный квинтет c-moll (для фп., скрипки, альта, виолончели и контрабаса)
- Регер. Фортепианный квинтет c-moll, op. 64
- Энеску. Фортепианный квинтет a-moll, op. 29
- Барток. Фортепианный квинтет (1903/04)
- Веберн. Фортепианный квинтет (1907)
- Мартину. 3 фортепианных квинтета: <без номера> (1911), № 1 (1933), № 2 (1944)
- Скотт. 2 фортепианных квинтета: № 1 (1924), № 2 (1952)
- А. Черепнин. Фортепианный квинтет G-dur, op. 44
- Шостакович. Фортепианный квинтет g-moll, op. 57
- Шнитке. Фортепианный квинтет (1976)

## Примеры квинтета с участием фортепиано и духовых
- Моцарт. Квинтет для фп., гобоя, кларнета, валторны и фагота Es-dur, KV 452
- Бетховен. Квинтет для фп., гобоя, кларнета, валторны и фагота Es-dur, op. 16
- Римский-Корсаков. Квинтет для фп., флейты, кларнета, валторны и фагота B-dur